# Ego (film)
EGO är en svensk långfilm från 2013. Ego är producerad av Tomas Michaelsson med regi av Lisa James Larsson. I rollerna ses bland andra Martin Wallström, Mylaine Hedreul, Peter Andersson, Richard Ulfsäter, Sissela Kyle och Anna Åström.

## Handling
För Sebastian Silverberg handlar allt om utseende, festande och hans ego. Han använder sin pappas pengar flitigt genom sitt festande på Stureplan och väntar på att ett skivbolag ska signa honom. 
En dag råkar han ut för en olycka och förlorar synen. Han tvingas omvärdera sitt liv för att finna det som verkligen betyder något i livet. Södertjejen Mia blir då hans personliga assistent och blir hans räddning. 

## Rollista
- Sebastian Silverberg – Martin Wallström
- Mia Ekström – Mylaine Hedreul
- Sebastians mamma – Sissela Kyle
- Sebastians pappa – Peter Andersson
- Sebastians kompis – Christoffer Svensson
- Sebastians kompis – Jonatan Rodriguez
- Erik – Emil Johnsen
- Lisa med fina håret – Anna Åström
- Damen i soffan – Gerd Hegnell
- Programledaren – Richard Ulfsäter

Juryn
- Dogge Doggelito
- Lars Bethke
- Josefin Crafoord